# L'Héritier (roman)
 (novembre 2018).
Si vous disposez d'ouvrages ou d'articles de référence ou si vous connaissez des sites web de qualité traitant du thème abordé ici, merci de compléter l'article en donnant les références utiles à sa vérifiabilité et en les liant à la section « Notes et références ».
L'Héritier est un roman de l'écrivain français Daniel Crozes, publié en 2010 aux éditions du Rouergue.

## Résumé
En 1926, Mathieu, 26 ans, enterre son père, Hector, à Rodez. Il découvre qu'Hector, tanneur, n'avait que 858 francs sur son compte et qu'il fréquentait une Aurore à Paris. Elle lui dit que Romain, tanneur qu'il connait, est son demi-frère. Mathieu revient et passe au tannage au chrome. En 1930, sa femme Sophie, donne naissance à Jeanne. Romain épouse Béatrice en 1935. En 1940, Mathieu recueille Romain et les siens et ils s'associent.